# O Beijo de Judas (Giotto)
O Beijo de Judas (em italiano:  Bacio di Giuda) é um afresco pintado cerca de 1304-1306 por Giotto di Bondone, mestre italiano do início do Renascimento, que faz parte do conjunto de afrescos da Cappella degli Scrovegni, em Pádua.
Este afresco está incluído na História da Paixão de Jesus do registo central inferior, da parede da direita olhando de frente para o altar. Embora a iconografia seja a tradicional, Giotto renovou profundamente o conteúdo, criando uma cena com uma tensão psicológica e dramática extraordinária.

## Descrição e estilo
A cena, uma das mais conhecidas de todo o ciclo, desenrola-se ao ar livre. Apesar da participação de muitos personagens, o núcleo central é perfeitamente identificável através da utilização de linhas de força (como Caifás que na direita indica) e pela grande mancha amarela da veste de Judas, que se inclina para a frente, ao centro, para beijar Jesus, a fim de permitir aos guardas reconhecê-lo e capturá-lo. O rosto de Judas, jovem e sossegado nas cenas anteriores, está agora transfigurado numa máscara bestial, tendo perdido definitivamente a auréola de santo. O imóvel e intenso contacto visual entre Jesus e o seu denunciante contrasta com a agitação da multidão de soldados ao redor, criando um efeito dramático.
Só analisando mais detalhadamente se percebem outras cenas contíguas, como a de São Pedro que corta com uma faca a orelha de Malco, um servo do sumo sacerdote, e o de um homem curvado, com a cabeça e corpo cobertos por um manto cinzento, de costas, que agarra pelo manto outro personagem não definido e que se supõe seja outro apóstolo. Vêm-se depois dois grupos de soldados, deduzidos pelas cabeças (umas com cores metálicas dos seus capacetes, agora enegrecidos) e, acima de tudo imaginados pelo número de lanças, alabardas, bastões e tochas que se erguem no ar. Um pouco mais definidas estão as figuras do grupo da direita, no qual se vê um homem que toca uma trombeta.